# Mathieu Gorgelin
Mathieu Gorgelin (Ambérieu-en-Bugey, 1990. augusztus 5. –) francia korosztályos válogatott labdarúgó, a Le Havre játékosa.

## Pályafutása

### Klubcsapatban
Az Olympique Lyon akadémiájáról került az első csapathoz. 2010-ben már a keret tagja volt, majd 2011–12-es szezont kölcsönben a Red Star együttesénél töltötte. 2013. november 2-án debütált az első csapatban a bajnokságban a Guingamp ellen, a 32. percben Anthony Lopest váltotta. 2019. június 28-án aláírt a Le Havre csapatához.

### A válogatottban
A francia korosztályos labdarúgó-válogatottban pályára lépett, de utánpótlás tornán nem vett részt.

## Statisztika
2017. december 11-i állapotnak megfelelően.
| Klub             | Szezon           | Bajnokság        | Bajnokság | Bajnokság | Kupa  | Kupa  | Ligakupa | Ligakupa | Nemzetközi | Nemzetközi | Egyéb | Egyéb | Összesen | Összesen |
| Klub             | Szezon           | Osztály          | Mérk.     | Gólok     | Mérk. | Gólok | Mérk.    | Gólok    | Mérk.      | Gólok      | Mérk. | Gólok | Mérk.    | Gólok    |
| ---------------- | ---------------- | ---------------- | --------- | --------- | ----- | ----- | -------- | -------- | ---------- | ---------- | ----- | ----- | -------- | -------- |
| Lyon             | 2010–11          | Ligue 1          | 0         | 0         | 0     | 0     | 0        | 0        | 0          | 0          | —     | —     | 0        | 0        |
| Lyon             | 2012–13          | Ligue 1          | 0         | 0         | 0     | 0     | 0        | 0        | 0          | 0          | —     | —     | 0        | 0        |
| Lyon             | 2013–14          | Ligue 1          | 2         | 0         | 0     | 0     | 0        | 0        | 1          | 0          | —     | —     | 3        | 0        |
| Lyon             | 2014–15          | Ligue 1          | 0         | 0         | 0     | 0     | 0        | 0        | 0          | 0          | —     | —     | 0        | 0        |
| Lyon             | 2015–16          | Ligue 1          | 1         | 0         | 0     | 0     | 2        | 0        | 0          | 0          | —     | —     | 3        | 0        |
| Lyon             | 2016–17          | Ligue 1          | 1         | 0         | 0     | 0     | 1        | 0        | 0          | 0          | —     | —     | 2        | 0        |
| Lyon             | 2017–18          | Ligue 1          | 0         | 0         | 0     | 0     | 0        | 0        | 0          | 0          | —     | —     | 0        | 0        |
| Lyon             | Összesen         | Összesen         | 4         | 0         | 0     | 0     | 3        | 0        | 1          | 0          | 0     | 0     | 8        | 0        |
| Red Star         | 2011–12          | Division 3       | 15        | 0         | 2     | 0     | 0        | 0        | 0          | 0          | —     | —     | 17       | 0        |
| Red Star         | Összesen         | Összesen         | 15        | 0         | 2     | 0     | 0        | 0        | 0          | 0          | 0     | 0     | 17       | 0        |
| Karrier összesen | Karrier összesen | Karrier összesen | 19        | 0         | 2     | 0     | 3        | 0        | 1          | 0          | 0     | 0     | 25       | 0        |